# 맥스 비슬리
맥스 비슬리(영어: Max Beesley, 1971년 4월 16일 ~ )는 잉글랜드의 배우이자 음악가이다.

## 출연 작품

### 영화
- 스파이 코드명 포춘 (2022년)